# Чжоу Яцінь
Чжоу Яцінь (кит.: 周雅琴 Zhou Yaqin, нар. 12 листопада 2005, Хунань, Китай) — китайська гімнастка. Срібна призерка Олімпійських ігор 2024 в Парижі, Франція, та чемпіонату світу у вправі на колоді.

## Спортивна кар'єра
Займається спортивною гімнастикою з трьох років.

#### 2024
На Олімпійських іграх 2024 в Парижі, Франція, у вправі на колоді здобула срібну нагороду. Під час нагородження здивувалась традиційному «випробовуванню медалі на зуб», що стало вірусним в інтернеті. Після повернення з Олімпіади була помічена за роботою офіціанткою в родинному ресторані.

## Результати на турнірах
| Рік  | Змагання         | КБ | ІБ | Опорний стрибок | Різновисокі бруси | Колода | Вільні вправи |
| ---- | ---------------- | -- | -- | --------------- | ----------------- | ------ | ------------- |
| 2023 | Чемпіонат світу  | 4  |    |                 |                   | 2      | 7             |
| 2024 | Олімпійські ігри | 4  |    |                 |                   | 2      |               |